# Fritz Hurtzig
Fritz Hurtzig (eigentlich Johann Georg Friedrich Adolph Hurtzig) (* 10. Juli 1825 in Linden (Hannover); † 29. Mai 1897 ebenda) war ein Industrieller und Wirtschaftsführer.

## Familie
Seine Eltern waren der Kaufmann Leopold Hurtzig (* 28. August 1796 in Celle; † 9. Mai 1858 in Linden) und Eleonore (* 16. Oktober 1805 in Linden; † 31. Juli 1838 ebenda), eine Tochter von Johann Egestorff.
Sein Vater leitete eine seit 1810 bestehende Holzhandlung und die 1823 mit dem Schwiegervater gegründete Zuckersiederei Egestorff & Hurtzig in der Blumenauer Straße (später Ihmebrückstraße 9). Hier wurden bis zu 350 Zentner Rohrzucker aus kubanischem Zuckerrohr gewonnen.
Fritz heiratete 1851 in Hildesheim Dorothea (1827–1903), eine Tochter des Apothekers Brandes in Hildesheim, mit der er zwei Söhne und drei Töchter hatte.

## Wirken
1851 trat er in den väterlichen Betrieb, übernahm nach seines Vaters Tod die Leitung und stellte zuletzt, bis zur Schließung des Betriebs im Jahr 1864, Rübenzucker her.
Zwischen 1850 und 1870 arbeitete er im Handelsverein mit Bernhard Hausmann zusammen und engagierte sich für die 1858 erfolgte Gründung der Hannoverschen Bank.
1853–58 war er einer der Direktoren der Hannoverschen Baumwollspinnerei und -weberei.
Der noch am Anfang des Jahrhunderts im Königreich blühende Flachsanbau und Leinengewerbe war zum Erliegen gekommen und 1845 machte daher Wilhelm Roscher in einer Schrift „Über die gegenwärtige Produktionskrise des hannoverschen Leinengewerbes mit besonderer Rücksicht auf den Absatz in Amerika“ darauf aufmerksam, dass es zur Behebung der Schwierigkeiten durch zu geringe Konzentration und zu geringe Arbeitsteilung energischer Mittel bedürfe. Hutzig wurde Mitbegründer und Leiter des ersten Hannoverschen Aktienvereins für Flachsbereitung, der jedoch 1871 wieder aufgelöst wurde.
1856 gründete er zusammen mit dem Celler Bankier Carl Hostmann die Bergwerks- und Hüttengesellschaft Peine. Nach deren Fehlstart in der Wirtschaftskrise gründete er 1858 die Ilseder Hütte und war bis 1860 geschäftsführender Direktor, danach Mitglied des Verwaltungsrats. Ab 1861 war er Direktor des hannoverschen Gewerbevereins. Ab 1862 war er bei der Aktien-Zuckerfabrik Neuwerk bei Hannover, mit Fabriken in Gehrden und Sarstedt, zunächst provisorischer Leiter und später bis 1878 deren Direktor.
1864 gründete er dann mit dem Apotheker Ernst Louis Albert Feldmann an der Blumenauer Straße 4a die Mineralwasserfabrik Hurtzig & Feldmann, in der auch Limonade und Kohlensäure hergestellt wurden. Sie führten auch die jetzt allgemein beliebten Verschlussflaschen und Flaschenverschlüsse in großer Auswahl. Bis 1874 eröffneten sie 33 Trinkhallen und 1890 wurde er Alleininhaber. Die Fabrik wurde 1911 geschlossen.
Er setzte sich für die Schaffung der Handelskammer ein und war 1867–1874 deren Präsident. Zeitweilig war er auch im Ausschuss des Deutschen Handelstages. 1871–1882 war er Mitglied der Lindener Gemeindeversammlung und 1874 in den Kreistag des Landkreises Linden gewählt.
1871 wurde er Vorsitzender des Aufsichtsrats der Lindener Aktien-Brauerei. Zusammen mit seinem Schwager Friedrich Buresch wurde er 1872 bei der neu geschaffenen Georg Egestorff Salzwerke AG Mitglied des Verwaltungsrats, dann des Vorstandes. Bis 1875 war er Vorsitzender des Aufsichtsrats der 1872 von Ferdinand Wallbrecht gegründeten Hannoverschen Baugesellschaft. Auch in anderen Aufsichtsräten war er Mitglied oder Vorsitzender.
1886 gründete er zur Versorgung der ärmeren Bevölkerung mit preiswertem qualitativem Brot die Hannoversche Brotfabrik AG (Habag), die 1929 von Franz Harry (1892–1946) für Harry-Brot erworben wurde.